# Pavilhão João Rocha
Pavilhão João Rocha is de sporthal van Sporting Clube de Portugal. Het heeft een capaciteit van 3000 toeschouwers en wordt gebruikt door de teams van basketbal, handbal, rolhockey, volleybal en zaalvoetbal. Het werd geopend op 21 juni 2017.
De naam van het paviljoen is ter ere van João Rocha, voormalig clubpresident, die van september 1973 tot oktober 1986 in functie was.